# Tannat

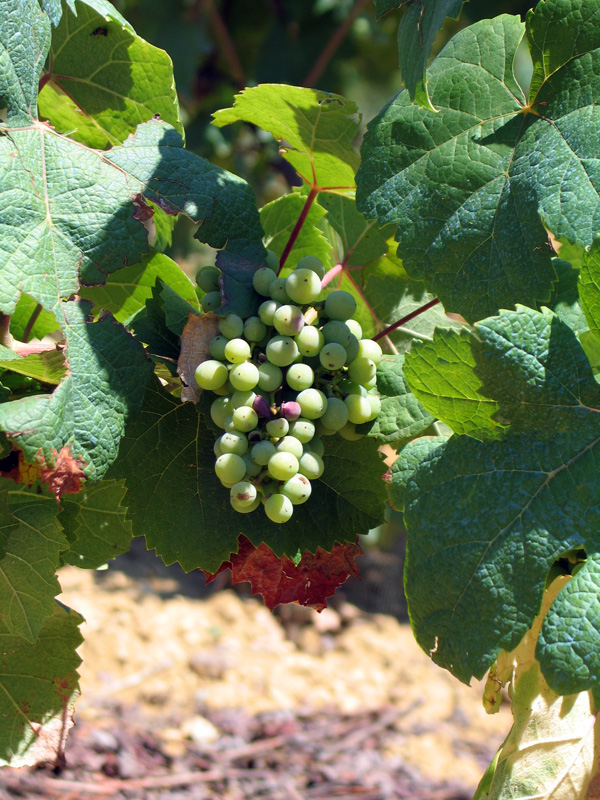

Tannat är en blå sort av vindruva, som ger tanninrika röda viner.
Tannat använts i sydvästra Frankrike, bland annat i appellationen Madiran, där den är huvuddruva, men ofta blandas med Cabernet Sauvignon, Cabernet Franc eller Fer.
Viner på Tannat produceras också i Argentina och Uruguay, och dessa viner brukar bli fruktigare och med mjukare tanniner än de från Madiran.